# Miamis Grand Prix 2025
Miamis Grand Prix 2025, officiellt Formula 1 Crypto.com Miami Grand Prix 2025, är ett Formel 1-lopp som kördes den 4 maj 2025 på Miami International Autodrome i Miami i USA. Det är det sjätte loppet i Formel 1-säsongen 2025 och kördes över 57 varv.
Loppet är det andra under säsongen som kommer att använda sig av sprintformatet.

## Ställning i mästerskapet före loppet
| Pos. | Förare          | Poäng |
| ---- | --------------- | ----- |
| 1 ▬  | Oscar Piastri   | 99    |
| 2 ▬  | Lando Norris    | 89    |
| 3 ▬  | Max Verstappen  | 87    |
| 4 ▬  | George Russell  | 73    |
| 5 ▬  | Charles Leclerc | 47    |

| Pos. | Konstruktör       | Poäng |
| ---- | ----------------- | ----- |
| 1 ▬  | McLaren-Mercedes  | 188   |
| 2 ▬  | Mercedes          | 111   |
| 3 ▬  | Red Bull          | 89    |
| 4 ▬  | Ferrari           | 78    |
| 5 ▬  | Williams-Mercedes | 25    |

- Notering: Endast de fem bästa placeringarna i vardera mästerskap finns med på listorna.

## Sprintkvalet
Sprintkvalet kördes den 2 maj 2025, klockan 16:30 lokal tid (UTC–4), och fastställde startordningen för sprintracet.
| Pos.                    | Nr. | Förare            | Konstruktör                  | Kvaltider | Kvaltider | Kvaltider | Sprint- grid |
| Pos.                    | Nr. | Förare            | Konstruktör                  | SQ1       | SQ2       | SQ3       | Sprint- grid |
| ----------------------- | --- | ----------------- | ---------------------------- | --------- | --------- | --------- | ------------ |
| 1                       | 12  | Kimi Antonelli    | Mercedes                     | 1:27.858  | 1:27.384  | 1:26.482  | 1            |
| 2                       | 81  | Oscar Piastri     | McLaren-Mercedes             | 1:27.951  | 1:27.354  | 1:26.527  | 2            |
| 3                       | 4   | Lando Norris      | McLaren-Mercedes             | 1:27.890  | 1:27.109  | 1:26.582  | 3            |
| 4                       | 1   | Max Verstappen    | Red Bull Racing-Honda RBPT   | 1:27.953  | 1:27.245  | 1:26.737  | 4            |
| 5                       | 63  | George Russell    | Mercedes                     | 1:27.688  | 1:27.666  | 1:26.791  | 5            |
| 6                       | 16  | Charles Leclerc   | Ferrari                      | 1:28.325  | 1:27.467  | 1:26.808  | 6            |
| 7                       | 44  | Lewis Hamilton    | Ferrari                      | 1:28.231  | 1:27.546  | 1:27.030  | 7            |
| 8                       | 23  | Alexander Albon   | Williams-Mercedes            | 1:27.859  | 1:27.697  | 1:27.193  | 8            |
| 9                       | 6   | Isack Hadjar      | Racing Bulls-Honda RBPT      | 1:28.394  | 1:27.773  | 1:27.543  | 9            |
| 10                      | 14  | Fernando Alonso   | Aston Martin Aramco-Mercedes | 1:28.455  | 1:27.766  | 1:27.790  | 10           |
| 11                      | 27  | Nico Hülkenberg   | Kick Sauber-Ferrari          | 1:28.542  | 1:27.850  | N/A       | 11           |
| 12                      | 31  | Esteban Ocon      | Haas-Ferrari                 | 1:28.303  | 1:28.070  | N/A       | 12           |
| 13                      | 10  | Pierre Gasly      | Alpine-Renault               | 1:28.345  | 1:28.167  | N/A       | 13           |
| 14                      | 30  | Liam Lawson       | Racing Bulls-Honda RBPT      | 1:28.914  | 1:28.375  | N/A       | 14           |
| 15                      | 55  | Carlos Sainz Jr.  | Williams-Mercedes            | 1:27.899  | Ingen tid | N/A       | 15           |
| 16                      | 18  | Lance Stroll      | Aston Martin Aramco-Mercedes | 1:29.028  | N/A       | N/A       | 16           |
| 17                      | 7   | Jack Doohan       | Alpine-Renault               | 1:29.171  | N/A       | N/A       | 17           |
| 18                      | 22  | Yuki Tsunoda      | Red Bull Racing-Honda RBPT   | 1:29.246  | N/A       | N/A       | PL1          |
| 19                      | 5   | Gabriel Bortoleto | Kick Sauber-Ferrari          | 1:29.312  | N/A       | N/A       | 18           |
| 20                      | 87  | Oliver Bearman    | Haas-Ferrari                 | 1:29.825  | N/A       | N/A       | 19           |
| 107 %-gränsen: 1:33.826 |     |                   |                              |           |           |           |              |
| Källor:                 |     |                   |                              |           |           |           |              |

Noteringar
- ^1  – Yuki Tsunoda kvalade på 18:e plats, men fick starta sprintracet från depån, då hans bil modifierats under parc fermé.[4]

## Sprintracet
Sprintracet var planerat att köras den 3 maj 2025, klockan 12:00 lokal tid (UTC–4), och köras över 19 varv. På grund av regn kördes två formationsvarv bakom säkerhetsbilen, innan starten avbröts. Sprintracet startade istället klockan 12:28 lokal tid, och kördes över 18 varv.
Innan sprintracet kraschade Charles Leclerc med sin Ferrari på väg till startplatsen på gridden. Sprintracet vanns av Lando Norris i McLaren, med hans teamkamrat Oscar Piastri på andra plats, och Lewis Hamilton i Ferrari på tredje plats. Max Verstappen i Red Bull Racing kom i mål på fjärde plats, men fick tio sekunders bestraffning efter sprintracet, vilket placerade honom på 17:e plats.
| Pos.   | Nr. | Förare            | Konstruktör                  | Varv | Tid/Bröt   | Placering | Poäng |
| ------ | --- | ----------------- | ---------------------------- | ---- | ---------- | --------- | ----- |
| 1      | 4   | Lando Norris      | McLaren-Mercedes             | 18   | 36:37.647  | 3         | 8     |
| 2      | 81  | Oscar Piastri     | McLaren-Mercedes             | 18   | +0.672     | 2         | 7     |
| 3      | 44  | Lewis Hamilton    | Ferrari                      | 18   | +1.073     | 7         | 6     |
| 4      | 63  | George Russell    | Mercedes                     | 18   | +3.127     | 5         | 5     |
| 5      | 18  | Lance Stroll      | Aston Martin Aramco-Mercedes | 18   | +3.412     | 16        | 4     |
| 6      | 22  | Yuki Tsunoda      | Red Bull Racing-Honda RBPT   | 18   | +5.153     | PL        | 3     |
| 7      | 12  | Kimi Antonelli    | Mercedes                     | 18   | +5.635     | 1         | 2     |
| 8      | 10  | Pierre Gasly      | Alpine-Renault               | 18   | +5.973     | 13        | 1     |
| 9      | 27  | Nico Hülkenberg   | Kick Sauber-Ferrari          | 18   | +6.153     | 11        |       |
| 10     | 6   | Isack Hadjar      | Racing Bulls-Honda RBPT      | 18   | +7.502     | 9         |       |
| 11     | 23  | Alexander Albon   | Williams-Mercedes            | 18   | +7.5221    | 8         |       |
| 12     | 31  | Esteban Ocon      | Haas-Ferrari                 | 18   | +8.998     | 12        |       |
| 13     | 30  | Liam Lawson       | Racing Bulls-Honda RBPT      | 18   | +9.0242    | 14        |       |
| 14     | 87  | Oliver Bearman    | Haas-Ferrari                 | 18   | +9.2183    | 19        |       |
| 15     | 5   | Gabriel Bortoleto | Kick Sauber-Ferrari          | 18   | +9.675     | 18        |       |
| 16     | 7   | Jack Doohan       | Alpine-Renault               | 18   | +9.909     | 17        |       |
| 17     | 1   | Max Verstappen    | Red Bull Racing-Honda RBPT   | 18   | +12.0594   | 4         |       |
| DNF    | 14  | Fernando Alonso   | Aston Martin Aramco-Mercedes | 13   | Kollision  | 10        |       |
| DNF    | 55  | Carlos Sainz Jr.  | Williams-Mercedes            | 12   | Punktering | 15        |       |
| DNS    | 16  | Charles Leclerc   | Ferrari                      | 0    | Olycka     | —5        |       |
| Källa: |     |                   |                              |      |            |           |       |

Noteringar
- ^1  – Alexander Albon kom i mål som femma, men fick fem sekunders bestraffning för överträdelse under säkerhetsbil.[6]
- ^2  – Liam Lawson kom i mål som åtta, men fick fem sekunders bestraffning för att ha orsakat en kollision med Fernando Alonso.[6]
- ^3  – Oliver Bearman kom i mål som nia, men fick fem sekunders bestraffning för unsafe release.[6]
- ^4  – Max Verstappen kom i mål som fyra, men fick tio sekunders bestraffning för unsafe release.[6]
- ^5  – Charles Leclerc startade inte i sprintracet då han kraschade på rekognosceringsvarvet. Hans plats på gridden lämnades tom.[6]

## Kvalet
Kvalet kördes den 3 maj 2025, och var schemalagt att börja klockan 16:00 lokal tid (UTC–4), men senarelades till 16:15 på grund av tidsändringarna i sprintracet. Kvalet fastställde startordningen för loppet.
| Pos.                    | Nr. | Förare            | Konstruktör                  | Kvaltider | Kvaltider | Kvaltider | Start- grid |
| Pos.                    | Nr. | Förare            | Konstruktör                  | Q1        | Q2        | Q3        | Start- grid |
| ----------------------- | --- | ----------------- | ---------------------------- | --------- | --------- | --------- | ----------- |
| 1                       | 1   | Max Verstappen    | Red Bull Racing-Honda RBPT   | 1:26.870  | 1:26.643  | 1:26.204  | 1           |
| 2                       | 4   | Lando Norris      | McLaren-Mercedes             | 1:26.955  | 1:26.499  | 1:26.269  | 2           |
| 3                       | 12  | Kimi Antonelli    | Mercedes                     | 1:27.077  | 1:26.606  | 1:26.271  | 3           |
| 4                       | 81  | Oscar Piastri     | McLaren-Mercedes             | 1:27.006  | 1:26.269  | 1:26.375  | 4           |
| 5                       | 63  | George Russell    | Mercedes                     | 1:27.014  | 1:26.575  | 1:26.385  | 5           |
| 6                       | 55  | Carlos Sainz Jr.  | Williams-Mercedes            | 1:27.098  | 1:26.847  | 1:26.569  | 6           |
| 7                       | 23  | Alexander Albon   | Williams-Mercedes            | 1:27.042  | 1:26.855  | 1:26.682  | 7           |
| 8                       | 16  | Charles Leclerc   | Ferrari                      | 1:27.417  | 1:26.948  | 1:26.754  | 8           |
| 9                       | 31  | Esteban Ocon      | Haas-Ferrari                 | 1:27.450  | 1:26.967  | 1:26.824  | 9           |
| 10                      | 22  | Yuki Tsunoda      | Red Bull Racing-Honda RBPT   | 1:27.298  | 1:26.959  | 1:26.943  | 10          |
| 11                      | 6   | Isack Hadjar      | Racing Bulls-Honda RBPT      | 1:27.301  | 1:26.987  | N/A       | 11          |
| 12                      | 44  | Lewis Hamilton    | Ferrari                      | 1:27.279  | 1:27.006  | N/A       | 12          |
| 13                      | 5   | Gabriel Bortoleto | Kick Sauber-Ferrari          | 1:27.343  | 1:27.151  | N/A       | 13          |
| 14                      | 7   | Jack Doohan       | Alpine-Renault               | 1:27.422  | 1:27.186  | N/A       | 14          |
| 15                      | 30  | Liam Lawson       | Racing Bulls-Honda RBPT      | 1:27.444  | 1:27.363  | N/A       | 15          |
| 16                      | 27  | Nico Hülkenberg   | Kick Sauber-Ferrari          | 1:27.473  | N/A       | N/A       | 16          |
| 17                      | 14  | Fernando Alonso   | Aston Martin Aramco-Mercedes | 1:27.604  | N/A       | N/A       | 17          |
| 18                      | 10  | Pierre Gasly      | Alpine-Renault               | 1:27.710  | N/A       | N/A       | PL1         |
| 19                      | 18  | Lance Stroll      | Aston Martin Aramco-Mercedes | 1:27.830  | N/A       | N/A       | 18          |
| 20                      | 87  | Oliver Bearman    | Haas-Ferrari                 | 1:27.999  | N/A       | N/A       | 19          |
| 107 %-gränsen: 1:32.950 |     |                   |                              |           |           |           |             |
| Källor:                 |     |                   |                              |           |           |           |             |

Noteringar
- ^1  – Pierre Gasly kvalade på 18:e plats, men fick starta sprintracet från depån, då hans bil modifierats under parc fermé.[7]

## Loppet
Loppet kördes den 4 maj 2025, klockan 16:00 lokal tid (UTC–4), och kördes över 57 varv.
| Pos.    | Nr. | Förare            | Konstruktör                  | Varv | Tid/Bröt        | Placering | Poäng |
| ------- | --- | ----------------- | ---------------------------- | ---- | --------------- | --------- | ----- |
| 1       | 81  | Oscar Piastri     | McLaren-Mercedes             | 57   | 1:28:51.587     | 4         | 25    |
| 2       | 4   | Lando Norris      | McLaren-Mercedes             | 57   | +4.630          | 2         | 18    |
| 3       | 63  | George Russell    | Mercedes                     | 57   | +37.644         | 5         | 15    |
| 4       | 1   | Max Verstappen    | Red Bull Racing-Honda RBPT   | 57   | +39.956         | 1         | 12    |
| 5       | 23  | Alexander Albon   | Williams-Mercedes            | 57   | +48.067         | 7         | 10    |
| 6       | 12  | Kimi Antonelli    | Mercedes                     | 57   | +55.502         | 3         | 8     |
| 7       | 16  | Charles Leclerc   | Ferrari                      | 57   | +57.036         | 8         | 6     |
| 8       | 44  | Lewis Hamilton    | Ferrari                      | 57   | +1:00.186       | 12        | 4     |
| 9       | 55  | Carlos Sainz Jr.  | Williams-Mercedes            | 57   | +1:00.577       | 6         | 2     |
| 10      | 22  | Yuki Tsunoda      | Red Bull Racing-Honda RBPT   | 57   | +1:14.4341      | 10        | 1     |
| 11      | 6   | Isack Hadjar      | Racing Bulls-Honda RBPT      | 57   | +1:14.602       | 11        |       |
| 12      | 31  | Esteban Ocon      | Haas-Ferrari                 | 57   | +1:22.006       | 9         |       |
| 13      | 10  | Pierre Gasly      | Alpine-Renault               | 57   | +1:30.445       | PL        |       |
| 14      | 27  | Nico Hülkenberg   | Kick Sauber-Ferrari          | 56   | +1 varv         | 16        |       |
| 15      | 14  | Fernando Alonso   | Aston Martin Aramco-Mercedes | 56   | +1 varv         | 17        |       |
| 16      | 18  | Lance Stroll      | Aston Martin Aramco-Mercedes | 56   | +1 varv         | 18        |       |
| DNF     | 30  | Liam Lawson       | Racing Bulls-Honda RBPT      | 36   | Kollisionsskada | 15        |       |
| DNF     | 5   | Gabriel Bortoleto | Kick Sauber-Ferrari          | 30   | Motor           | 13        |       |
| DNF     | 87  | Oliver Bearman    | Haas-Ferrari                 | 27   | Motor           | 19        |       |
| DNF     | 7   | Jack Doohan       | Alpine-Renault               | 0    | Punktering      | 14        |       |
| Källor: |     |                   |                              |      |                 |           |       |

Noteringar
- ^1  – Yuki Tsunoda fick fem sekunders bestraffning för att ha kört för fort i depån. Hans slutgiltiga placering påverkades inte av bestraffningen.[9]

## Ställning i mästerskapet efter loppet
| Pos. | Förare          | Poäng |
| ---- | --------------- | ----- |
| 1 ▬  | Oscar Piastri   | 131   |
| 2 ▬  | Lando Norris    | 115   |
| 3 ▬  | Max Verstappen  | 99    |
| 4 ▬  | George Russell  | 93    |
| 5 ▬  | Charles Leclerc | 53    |

| Pos. | Konstruktör       | Poäng |
| ---- | ----------------- | ----- |
| 1 ▬  | McLaren-Mercedes  | 246   |
| 2 ▬  | Mercedes          | 141   |
| 3 ▬  | Red Bull          | 105   |
| 4 ▬  | Ferrari           | 94    |
| 5 ▬  | Williams-Mercedes | 37    |

- Notering: Endast de fem bästa placeringarna i vardera mästerskap finns med på listorna.